# Korparna (film)
Korparna är en svensk långfilm från 2017 i regi av Jens Assur, baserad på Tomas Bannerheds debutroman med samma namn.
Filmen är ett thrillerdrama på den svenska landsbygden under 1970-talet. Bonden Agne plågas av slitet på gården och av en känsla av att någon vill hans familj illa. Den äldsta sonen Klas, som Agne vill ska ta över gården, söker sig till fåglarnas värld men i takt med att de yttre hoten ökar ställs han inför ett oundvikligt val, fly eller stanna.

## Medverkande
- Reine Brynolfsson – Agne
- Maria Heiskanen – Gärd
- Jakob Nordström – Klas
- Roger Storm – Alvar
- Peter Dalle – Krister
- Saga Samuelsson – Veronika
- Jens Jørn Spottag – Carsten
- Gösta Viklund – Göran
- Max Vobora – Pelle Bula
- Donald Högberg – föredragshållare
- Etienne Glaser – magister
- Annika Hallin – Veronikas mamma
- Åsa Jansson – bibliotekarie
- Lars-Gunnar Aronsson – slaktare

## Utmärkelser
Inför Guldbaggegalan 2018 nominerades filmen till sju stycken Guldbaggar, bl.a. till bästa film, foto, manliga huvudroll (Brynolfsson), kvinnliga biroll (Heiskanen) och originalmusik.

## Mottagande
Korparna fick mestadels gott eller mycket gott mottagande av de svenska kritikerna, då många hyllade filmen för dess skådespel och foto. Moviezine och Filmeye gav den högsta betyg. Aftonbladets Jens Peterson gav betyget 2 av 5 och kritiserade dialogen för att vara teatral och överdrivet dramatiserad.